# Keur Massar
 (janvier 2023).
Si vous disposez d'ouvrages ou d'articles de référence ou si vous connaissez des sites web de qualité traitant du thème abordé ici, merci de compléter l'article en donnant les références utiles à sa vérifiabilité et en les liant à la section « Notes et références ».
 (janvier 2023).
La mise en forme du texte ne suit pas les recommandations de Wikipédia : il faut le « wikifier ».
Les points d'amélioration suivants sont les cas les plus fréquents. Le détail des points à revoir est peut-être précisé sur la page de discussion.
- Les titres sont pré-formatés par le logiciel. Ils ne sont ni en capitales, ni en gras.
- Le texte ne doit pas être écrit en capitales (les noms de famille non plus), ni en gras, ni en italique, ni en « petit »…
- Le gras n'est utilisé que pour surligner le titre de l'article dans l'introduction, une seule fois.
- L'italique est rarement utilisé : mots en langue étrangère, titres d'œuvres, noms de bateaux, etc.
- Les citations ne sont pas en italique mais en corps de texte normal. Elles sont entourées par des guillemets français : « et ».
- Les listes à puces sont à éviter, des paragraphes rédigés étant largement préférés. Les tableaux sont à réserver à la présentation de données structurées (résultats, etc.).
- Les appels de note de bas de page (petits chiffres en exposant, introduits par l'outil «  Source ») sont à placer entre la fin de phrase et le point final[comme ça].
- Les liens internes (vers d'autres articles de Wikipédia) sont à choisir avec parcimonie. Créez des liens vers des articles approfondissant le sujet. Les termes génériques sans rapport avec le sujet sont à éviter, ainsi que les répétitions de liens vers un même terme.
- Les liens externes sont à placer uniquement dans une section « Liens externes », à la fin de l'article. Ces liens sont à choisir avec parcimonie suivant les règles définies. Si un lien sert de source à l'article, son insertion dans le texte est à faire par les notes de bas de page.
- La présentation des références doit suivre les conventions bibliographiques. Il est recommandé d'utiliser les modèles {{Ouvrage}}, {{Chapitre}}, {{Article}}, {{Lien web}} et/ou {{Bibliographie}}. Le mode d'édition visuel peut mettre en forme automatiquement les références.
- Insérer une infobox (cadre d'informations à droite) n'est pas obligatoire pour parachever la mise en page.

Pour une aide détaillée, merci de consulter Aide:Wikification.
Si vous pensez que ces points ont été résolus, vous pouvez retirer ce bandeau et améliorer la mise en forme d'un autre article.
Keur Massar est une ancienne commune du Sénégal, divisée depuis 2021 en Keur Massar Nord et Keur Massar Sud, situé à l'entrée de la presqu'île du Cap-Vert, à l'est de Dakar. La commune de Keur Massar a été créée en 1996,.

## Présentation
Keur Massar était l'une des seize communes de la ville de Pikine. Située à l'extrême Est du département de Pikine, l'arrondissement des Niayes est érigé en département de Keur Massar le 28 mai 2021 par le président Macky Sall devenant ainsi le 46e département du Sénégal.

### Population
La population de la commune atteint 201 654 habitants lors du recensement de 2013, son taux d'accroissement annuel est de 12 % sur la période 2002-2013.

### Administration
Keur  massar est devenu département par le décret n°687-21 du 28 Mai 2021, il est dirigé  par un Conseil départemental qui compte à son actif cent (100) conseillers départementaux dont un (1) Président, quatre (4) vice-présidents et trois (3) secrétaires élus.
Le département est dirigé par M.Babacar Gueye (PUR) élu President du Conseil départemental pour un mandat de 5ans (2022-2027).
Keur massar est divisé en six (6) communes et trois (3) arrondissements : 
Arrondissements Yeumbeul : Yeumbeul Nord et Yeumbeul Sud.
Arrondissement Malika : Keur massar Nord et Malika.
Arrondissement Jaxaay-Parcelles : Keur massar Sud et Jaxaay-Parcelles.
La commune de Keur massar Nord est le chef-lieu du département , c'est la où se situe la préfecture et le siège du Conseil départemental.

### Infrastructures
En 2023, la commune de Keur Massar, devenue département abrite des infrastructures comme :
- Des cases des tout-petits
- Des écoles maternelles privées ;
- Des écoles élémentaires et secondaires privées et publiques ;
- Six (6) lycées ;
- Quatorze (14) CEM ;
- Plus de trente Six écoles élémentaires ;
- Un Campus d'université virtuelle et des écoles de formations supérieures.
- De très grand marché (Aïnoumady, Ben Barak, Malika, Jaxaay, Yeumbeul, etc..) ;
- Deux centres de santé et un hôpital en construction ;
- Plus d'une dizaine de stations d'essence ;
- Une Brigade de gendarmerie, cinq commissariats et une maison de justice pour la sécurité publique ;
- Une dizaine de postes de santé ;
- Un grand hôpital traditionnel ;
- Des banques telles que la SGBS, ECOBANK, BA, CORIS, CMS  (Crédit Mutuel du Sénégal), PAMECAS, CBAO, BOA, ;
- L'autopont Keur massar Nord- Keur massar Sud
- Des places publiques et des foyers de jeunes

L'accès à Keur Massar est aujourd'hui facilité par la création de l'autoroute à péage Dakar-Diamnadio et aussi la VDN 3 qui passe par le littoral. Avec ces nouvelles voies, Keur Massar se trouve désormais à moins de 20 minutes de Dakar.

### Transport
Le secteur du transport est très animé au sein de Keur massar. Avant, le département subissait beaucoup difficultés par rapport au trafic routier car il n'existait que deux voies principales : celle des Niayes et celle de la Route Nationale 1.
Mais aujourd'hui Keur massar a connu un important essor sur ce plan avec de nouvelles voies. D'abord l'autoroute à péage qui traverse au milieu de la forêt classée de Mbao jusqu'à  Jaxaay-Parcelles et grâce à laquelle désormais Keur massar est le département le plus proche de l'aéroport international Blaise Diagne de la région  de Dakar après Rufisque.Il y a aussi la VDN 3 qui sépare le département de Keur massar de la ville de Guediawaye d'une part et du département de Rufisque d'autre part en traversant les communes de Keur massar Nord, Malika, et Yeumbeul Nord. Grâce à cette voie située sur le long du littoral on a besoin que d'une quinzaine de minutes pour rallier Keur massar et Dakar ville. Érigé en département, Keur massar a hérité d'un auto-pont de dernière génération séparant les deux communes Keur Keur massar Nord et Keur massar Sud et mène directement vers les communes de Malika, Yeumbeul Nord et Yeumbeul Sud au Nord et la commune de Jaxaay-Parcelles vers le Sud.
Quant aux moyens de transport en commun, on peut noter les lignes 16B, 11 et 227 de la société Dakar Dem Dikk qui font des rotations du centre-ville à Keur Massar de 6 h à 22 h, les minibus de la société AFTU avec les bus no 51,52,53,54,56, 61,68,69,70, 71, 73, 74 76 80,81...etc. Il y a aussi les cars communément appelés "Ndiaga-Ndiaye" qui font la navette entre Keur massar et le centre ville.

## Environnement

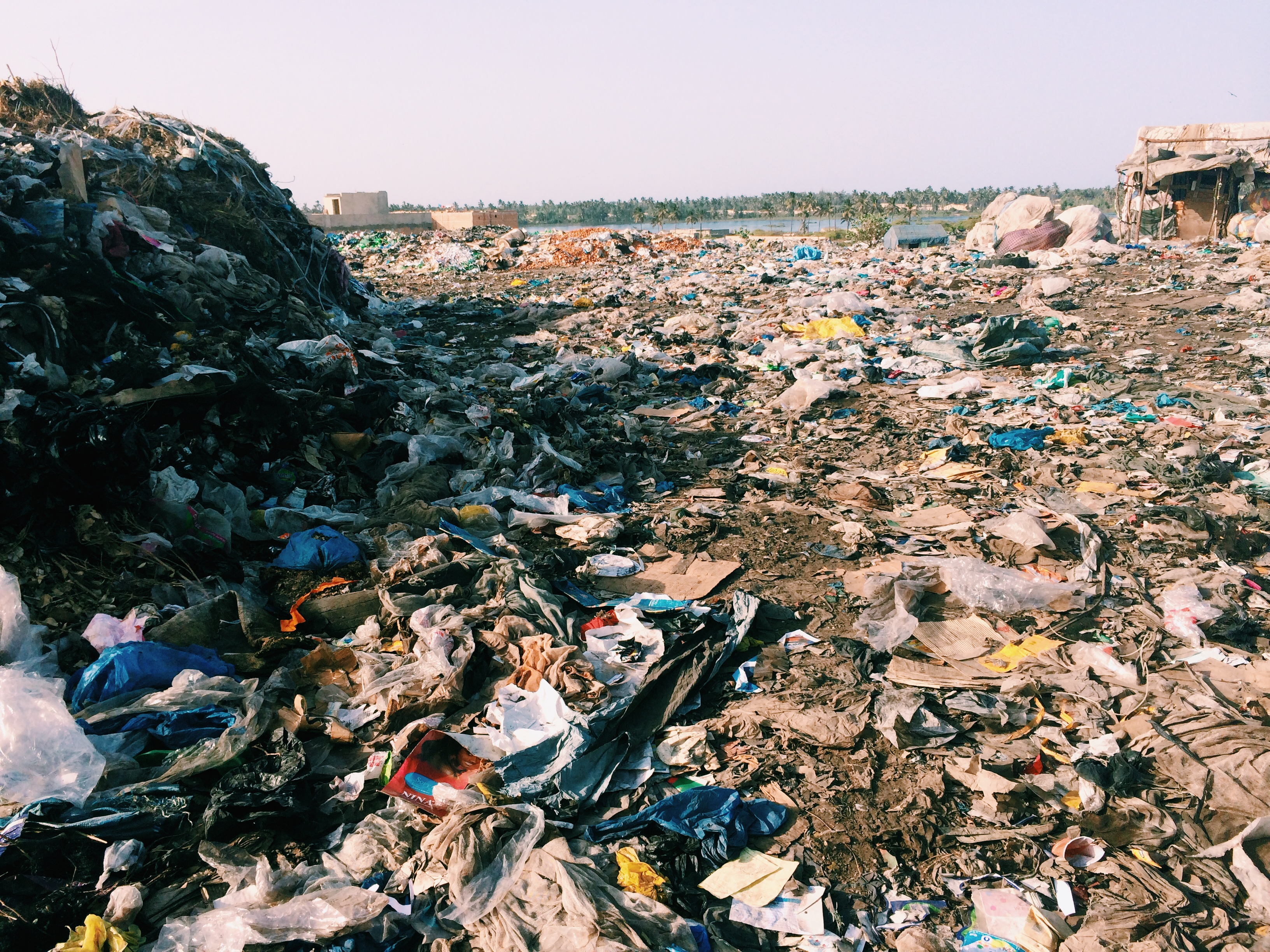
Décharge de Mbeubeuss

Keur Massar fait partie des Niayes, poumons verts de Dakar. Le département est séparé de la Commune de Mbao par la forêt classée du même nom. Mais, malgré cette Verdure Keur Massar est asphyxié depuis sa création par la décharge d'ordures de Mbeubeuss.

## Économie
L’économie du département tourne autour du commerce de l’élevage et de l’agriculture...
Keur Massar compte actuellement plus de quinze grand marchés, trois centres commerciaux, des marchés hebdomadaires, etc.
Les activités avicoles sont très intenses dans le département grâce à l’usine de la SEDIMA et les milliers de poulaillers qui y existent un peu partout.
Le maraichage est la base de l’agriculture. Sa position centrale entre les départements de Rufisque, Pikine et Guédiawaye fait de Keur Massar, un important pole d’échanges de tous produits d’élevage et d’agriculture.
D'ailleurs l'un des plus grands parcs à bétail de la région Dakar se situe dans le département de Keur massar  où on note de très fortes attractions au quotidien mais encore plus à l'occasion de l'approche de la fête de la Tabaski durant laquelle des milliers de clients viennent de presque partout.

## Éducation
Le département abrite l’Inspection de l’Enseignement et de la Formation (IEF) qui polarise en plus de la commune de Keur Massar, Yeumbeul Nord, Yeumbeul Sud et Malika.
Keur massar regroupe 28 écoles élémentaires et plus de 700 établissements privés ; 14 Collèges, 6 lycées deux lycées un centre polyvalent, des écoles de formations privées supérieures, et un espace numérique ouvert de l'université virtuelle du Sénégal.

## Santé
Le département compte 2 centres de santé, six postes de santé publics, des cliniques privés et quatre cases de santé.
La coopération est très fructueuse avec les ONG dans le cadre communautaire.

## Sport et Culture
Keur Massar possède des équipes fanion qui évoluent dans le championnat régional de Dakar Il y a le Club Espérance Sportive de Keur Massar, L' As Yeumbeul, l’As Malika, et les ASC (Associations Socio – Culturelles) de l'ODCAV réparties en 6 zones ;
Au niveau de la Culture et des loisirs, il existe des orchestres, de nombreux groupes de RAP, de variétés et des groupes de théâtre dont plusieurs jeunes talents révélés chaque certains d'entre eux sont aujourd'hui devenus de grandes célébrités dans le pays on peut en citer : Ibra Italien, Mame Balla Mbow, Yoro Sow, Ousseynou Ba (Pathé Sène), Bébé Aïcha...etc.

## Groupements de promotion féminine
Plus de 500 groupements de femmes existent dans le département de Keur massar, la plupart d'entre eux s'activent dans le commerce, la transformation des fruits et légumes et les céréales locales,...etc.